# Банди Туркестан
Банди Туркестан (Бенде Туркестан) е планински хребет в Северен Афганистан, съставна част на планинската система Паропамиз, която е северна ограда на обширната Иранска планинска земя. Простира се от запад на изток на протежение около 300 km и височина до 3809 m. На юг долината на река Мургаб го отделя от хребета Сефид Хук, на югоизток долината на река Балх – от хребета Фаранд, а на юг висока седловина – от хребета Хисар (най-високата част на Паропамиз). На северозапад възвишението Карабил е разполжена на територията на Туркменистан. На север склоновете му постепенно потъват в Бактрийската равнина. Изграден е предимно от варовици и е силно разчленен от многочислени дефилета, по които текат десните притоци на Мургаб – Хурандж, Кайсар и др. На север текат реките Меймене, Ширинтагао, Даряйи Сафед и др., губещи се в пустинята Каракум. Склоновете му са заети от планински степи, а предпланинските райони – от пустини. В най-високите части се срещат малки редки горички от арча (планинска хвойна).